# Przążewo
Przążewo – wieś sołecka w Polsce położona w województwie mazowieckim, w powiecie ciechanowskim, w gminie Ciechanów.
Przez miejscowość przebiega droga wojewódzka DW616.
W latach 1975–1998 miejscowość administracyjnie należała do województwa ciechanowskiego.